# وگانیسم
وگانیسم (به فرانسوی: Véganisme) یا گیاه‌خواری مطلق یک روش تغذیه و زندگی است که هدف آن حذف هر نوع فرآوردهٔ جانوری چه در غذا و چه در مواد مصرفی است؛ به عبارت بهتر، آنان تنها محصولاتی را می‌خورند که در زمین برویند و سبز شوند و از خوردن محصولاتی همچون گوشت، لبنیات، تخم‌مرغ، عسل و غیره که در زمین سبز نمی‌شوند، خودداری می‌کنند. مهم‌ترین دلایل وگان (گیاه‌خوار مطلق) شدن افراد (کسانی که به وگانیسم اعتقاد دارند) مسائل اخلاقی یا رعایت حقوق جانوران، حفاظت از محیط زیست و حفظ سلامتی است. گرچه برخی از افراد به دلیل تفکرات معنوی رو به گیاه‌خواری کامل می‌آورند، اما پایه و هدف اصلی وگان‌ها مبارزه با مفهوم عرضه و تقاضا در محصولات صنعتی است که در روند تولید آن‌ها به جانوران و محیط زیست و در نهایت به صورت غیرمستقیم به دیگر انسان‌ها آسیب وارد می‌کند. بسیاری از افراد وگان با پرورش صنعتی جانوران و آزمایش جانوران مخالفت می‌کنند. روش تغذیهٔ وگان زیرمجموعه‌ای از گیاه‌خواری است.

## تاریخچه
واژهٔ وگان (Vegan) اولین بار در سال ۱۹۴۴ توسط «دونالد واتسون» ابداع شد. این واژه از سه حرف اول و دو حرف آخر واژهٔ گیاه‌خوار (Vegetarian) تشکیل شده‌است. از سال ۱۹۹۴، روز ۱ نوامبر روز جهانی وگان نام‌گذاری شد و همه ساله در این روز گیاه‌خواران به تبلیغ و ترویج گیاه‌خواری می‌پردازند.

## فرآورده‌های جانوری
از مهم‌ترین فرآورده‌های جانوری که وگان‌ها از مصرفشان خودداری می‌کنند می‌توان انواع گوشت (گوشت قرمز، گوشت مرغ، آبزیان و…)، لبنیات، تخم‌مرغ، عسل، ابریشم، چرم، خز و محصولاتی که در آن‌ها از فرآورده‌های جانوری (مانند ژلاتین) استفاده شده‌است را نام برد.

## تعصب علیه وگان‌ها
مطالعه‌ای که توسط روان‌شناسان کانادایی انجام شده‌است نشان می‌دهد که وگان‌ها به عنوان سایر گروه‌های اقلیت رتبهٔ منفی کسب می‌کنند. افرادی که به دلیل سلامت، وگان می‌شوند نسبت به افرادی که به دلیل اخلاقی یا به دلیل حقوق جانوران وگان می‌شوند رتبهٔ بهتری کسب می‌کنند.
یک مطالعه با حضور ۳۰۰ شرکت‌کننده این مطلب را بررسی کرد که چه اتفاقی می‌افتد اگر شخصی به کسانی که گوشت می‌خورند یادآوری کند که گوشت از جانوران به دست می‌آید. این مطالعه نشان داد که این باعث افزایش ناراحتی هنگام خوردن گوشت می‌شود و همچنین منجر به قضاوت منفی کمتری در مورد گیاه‌خواران می‌شود.
این یافته‌ها با وگان‌هایی که احساس می‌کنند توسط افرادی که گوشت می‌خورند مورد تبعیض قرار می‌گیرند سازگار است. گوشت‌خوارانی نیز وجود دارند که به رژیم وگان روی نمی‌آورند زیرا هنگام وگان شدن می‌ترسند که به آن‌ها انگ زده شود.
این تعصب‌های منفی در مورد گیاه‌خواران گاهی وِگافوبیا نامیده می‌شود. احساسات مثبت در مورد گیاه‌خواران نیز وجود دارد: به دلیل رژیم غذایی، ممکن است به آن‌ها فضیلت بیشتری داده شود.

## مسائل اخلاقی
پرسش اساسی این است: آیا انسان حق کشتار و استفاده از جانوران را دارد؟ افرادی که به دلایل اخلاقی روش زندگی وگان را انتخاب می‌کنند پاسخشان به این پرسش منفی است. همچنین افرادی چون «تام رگان» یا «گری فرانسیون» مخالف بهره‌کشی و کشتار جانوران هستند.

## تندرستی
بر طبق گفتهٔ «انجمن تغذیهٔ آمریکا» (ADA) می‌توان با یک رژیم صحیح وگان در تمامی دوران زندگی سالم بود و از آن در پیشگیری و درمان بیماری‌های خاص کمک جست؛ ولی پیشنهاد می‌شود افراد وگان در تأمین کلسیم، ید، آهن، روی، و ویتامین‌های ب۱۲ و دی به بدن خود دقت کافی داشته باشند. ضمناً منبع کلسیم کلم پیچ، لوبیا چشم‌بلبلی، شلغم، کنجد و بادام و منابع آهن لوبیای سفید، عدس، نخود، زردآلو، جعفری، زیتون و مهم‌ترین راه تأمین ویتامین دی بدن نور خورشید است.
آلاینده‌های هوا آسم، بیماری کبد و خطر دیابت را افزایش می‌دهد. آلودگی هوا سالانه حدود ۷ میلیون نفر را می‌کشد. داشتن رژیم غذاهای وگان حاوی اسفناج و کلم بروکلی و گل کلم و تخم کتان و گوجه‌فرنگی ساده‌ترین راه برای کنترل اثرات بیولوژیکی آلودگی هوا است.

## گرسنگی جهانی
در حال حاضر نزدیک به یک میلیارد انسان در جهان گرسنه هستند. این در حالی است که انسان برای تولید گوشت، مقدار زیادی از گیاهان را به مصرف غذای دام می‌رساند و این غذا صرف رشد و حرکت و… دام‌ها می‌شود. به عنوان نمونه برای تولید یک کیلوگرم گوشت به ۱۶ کیلوگرم غلات نیاز است.

## محیط زیست
طبق گزارش «اتحادیهٔ دانشمندان دغدغه‌مند» (Union of Concerned Scientists) خوردن گوشت بعد از وسایل نقلیه و سوخت‌های فسیلی، به عنوان بزرگ‌ترین خطر محیط زیست به‌شمار می‌رود. همچنین در سال ۲۰۰۶ گزارشی با عنوان «سایه بلند احشام» توسط فائو (سازمان خواربار و کشاورزی ملل متحد) به‌طور گسترده پخش گردید. این گزارش تخمین زد که پرورش دام‌ها (گاو، بوفالو، گوسفند، بز، خوک، و ماکیان) جهت استفادهٔ بشر، عامل ایجاد ۱۸٪ از آلاینده‌ها و گازهای گلخانه‌ای است، در حالی که مصرف سوخت‌های فسیلی توسط تمام وسایل نقلیه ۱۳٪ است، بر اساس پژوهشی که در سال ۲۰۰۹ توسط مؤسسهٔ «ورلد واچ» انتشار یافت مشخص شد که حداقل ۵۱٪ از چهارپایان (در بررسی تغییرات آب و هوایی) توسط دامداری‌ها تولید می‌شود.

## وگانیسم در جهان
- استرالیا: استرالیایی‌ها در اواسط سال ۲۰۱۵ تا اواسط ۲۰۱۶ بیشترین درصد را بین جستجوگران کلمهٔ «وگان» در سراسر جهان در گوگل داشتند.[۱۷] یک تحقیق بین‌المللی یورومانیتور نتیجه گرفت که رشد بازار غذاهای بسته‌بندی شدهٔ وگان در استرالیا بین سال‌های ۲۰۱۵ و ۲۰۲۰ معادل ۹٫۶٪ در سال است که استرالیا را به سومین بازار وگان با رشد سریع پس از چین و امارات متحده عربی تبدیل می‌کند.[۱۸]
- اتریش: در سال ۲۰۱۳، کوریر تخمین زد که ۰٫۵ درصد از اتریشی‌ها وگان هستند و در پایتخت، وین، این رقم ۰٫۷ درصد است.[۱۹]
- بلژیک: یک مطالعهٔ آنلاین در سال ۲۰۱۶ توسط IVOX نشان داد که از ۱۰۰۰ ساکن هلندی زبان فلاندر و بروکسل از ۱۸ سال به بالا، ۰٫۳ درصد وگان هستند.[۲۰]
- کانادا: در سال ۲۰۱۸، یک نظرسنجی تخمین زده‌است که ۲٫۱ درصد از افراد بالغ کانادایی خود را وگان می‌دانند.[۲۱]
- آلمان: از سال ۲۰۱۶، داده‌ها تخمین زده‌اند که افرادی که از رژیم غذایی وگان در آلمان پیروی می‌کنند بین ۰٫۱٪ تا ۱٪ جمعیت (بین ۸۱٬۰۰۰ تا ۸۱۰٬۰۰۰ نفر) متفاوت است.[۲۲]
- هند: در نظرسنجی ملی بهداشت ۲۰۰۵–۰۶، ۱٫۶٪ از جمعیت مورد بررسی گزارش کردند که هرگز فرآورده‌های جانوری مصرف نکرده‌اند. گیاه‌خواری بیشتر در ایالت‌های گجرات (۴٫۹٪) و ماهاراشترا (۴٫۰٪)رایج بود.[۲۳]
- اسرائیل: پنج درصد (تقریباً ۳۰۰٬۰۰۰ نفر) در سال ۲۰۱۴ در اسرائیل گفتند که وگان هستند، که این بالاترین میزان سرانهٔ وگان در جهان است.[۲۴] نظرسنجی ۲۰۱۵ توسط Globes و کانال 2 News اسرائیل به‌طور مشابه نشان داد که ۵٪ از ساکنان اسرائیل وگان هستند. همچنین گیاه‌خواری در میان اعراب ساکن اسرائیل افزایش یافته‌است. ارتش اسرائیل در سال ۲۰۱۵ لوازم ویژه‌ای برای سربازان وگان تهیه کرد که شامل تهیهٔ چکمه‌های غیر چرم و برت‌های بدون پشم بود. گیاه‌خواری همچنین پیروی از منع یهودیت در ترکیب گوشت و شیر در وعده‌های غذایی را ساده می‌کند.[۲۵]
- ایتالیا: تا سال ۲۰۱۵ بین ۰٫۶ تا سه درصد از ایتالیایی‌ها گیاه‌خوار گزارش شده‌اند.[۲۶]
- هلند: در سال ۲۰۱۸، انجمن هلندی گیاهخواران (Nederlandse Vereniging voor Veganisme) رشد عضویت بیش از ۱۰۰٬۰۰۰ وگان هلندی (۰٫۵۹ درصد) را تخمین زده‌است.[۲۷]
- رومانی: پیروان کلیسای ارتدکس رومانی در طول چندین دوره در طول تقویم کلیسایی روزه خود را نگه می‌دارند که بالغ بر اکثریت سال است. در سنت ارتدوکس رومانی، فدائیان از خوردن هرگونه فراورده‌های جانوری در این دوران خودداری می‌کنند. در نتیجه، غذاهای وگان در فروشگاه‌ها و رستوران‌ها به وفور یافت می‌شود. با این حال، رومانیایی‌ها ممکن است با رژیم وگان به عنوان یک انتخاب سبک زندگی تمام وقت آشنا نباشند.[۲۸]
- سوئد: چهار درصد از شرکت‌کنندگان در نظرسنجی سال ۲۰۱۴ Demoskop وگان بودند.[۲۹]
- سوئیس: شرکت تحقیقات بازار DemoSCOPE در سال ۲۰۱۷ تخمین زده‌است که سه درصد از جمعیت سوئیس وگان هستند.[۳۰]
- انگلستان: در انگلیس، جایی که بازار توفو و گوشت ساختگی ۷۸۶٫۵ میلیون پوند ارزش داشت، دو درصد در تحقیق دولتی سال ۲۰۰۷ گفتند که وگان هستند.[۳۱] یک مطالعهٔ Ipsos MORI در سال ۲۰۱۶ به سفارش جامعهٔ وگان با بررسی تقریباً ۱۰ هزار نفر از افراد ۱۵ سال به بالا در سراسر انگلستان، اسکاتلند و ولز، نشان داد که ۱٫۰۵ درصد گیاه‌خوار هستند. جامعهٔ وگان تخمین می‌زند که ۵۴۲۰۰۰ نفر در انگلیس رژیم گیاه‌خواری را دنبال می‌کنند. طبق نظرسنجی سال ۲۰۱۸ توسط Comparethemarket.com، تعداد افرادی که در انگلستان گیاه‌خوار معرفی می‌شوند به بیش از ۳٫۵ میلیون نفر رسیده‌است که تقریباً هفت درصد جمعیت است و نگرانی‌های زیست‌محیطی عامل اصلی این امر بود. با این حال، جامعهٔ وگان مستقر در انگلستان، که به‌طور منظم نظرسنجی خود را انجام می‌دهند، به این رقم شک کرده‌اند. انجمن وگان در سال ۲۰۱۸ دریافت که ۶۰۰٬۰۰۰ گیاه‌خوار در انگلستان وجود دارد (۱٫۱۶٪)، که به نظر می‌رسد یک اتفاق چشمگیر است برای افزایش ارقام قبلی در سال ۲۰۲۰، دادگاهی حکم داد که وگانیسم اخلاقی طبق قانون تساوی ۲۰۱۰ یک عقیدهٌ محافظت شده‌است، به این معنی که کارفرمایان نمی‌توانند برای افراد وگان تبعیض قائل شوند.[۳۲]
- ایالات متحدهٔ آمریکا: برآورد گیاه‌خواران در ایالات متحده در گذشته از ۲٪ (گالوپ، ۲۰۱۲) تا ۰٫۵٪ متفاوت بود (سال Faunalytics, 2014).[۳۳] طبق گفته‌های اخیر، ۷۰٪ از کسانی که رژیم گیاه‌خواری را انتخاب کردند آن را کنار گذاشتند.[۳۴] با این حال، Top Trends in Prepared Foods 2017 تخمین زده‌است که «۶٪ از مصرف‌کنندگان گوشت در ایالات متحده اکنون ادعا می‌کنند که گیاه‌خوار هستند، درحالی‌که فقط ۱٪ در سال ۲۰۱۴ بوده‌است.»[۳۵] طبق گزارش بی‌بی‌سی، سیاه‌پوستان آمریکایی تقریباً سه برابر بیشتر از سایر آمریکایی‌ها وجترین و وگان هستند. آن‌ها به مطالعهٔ مرکز تحقیقات پیو استناد کردند که ۸٪ سیاه‌پوستان آمریکایی وجترین و وگان هستند، درحالی‌که ۳٪ از مردم عادی هستند.[۳۶]